# Ciprian Răduțoiu
Ciprian Gheorghe Răduțoiu (sinh ngày 19 tháng 2 năm 1987) là một cầu thủ bóng đá người România thi đấu ở vị trí hậu vệ cho SR Brașov.